# Denis Fort
Denis Fort, né le 5 juillet 1980, est un footballeur français international de beach soccer.

## Biographie
En juin 2022, Denis Fort dispute sa dernière Coupe d’Europe avec le GMPBS. Le mois suivant, il décide de terminer sa carrière sur un nouveau titre de champion de France à 42 ans et quitte donc le club.

### En équipe de France
En mai 2022, à bientôt 42 ans, Fort est encore retenu en équipe de France par Claude Barrabé.

## Style de jeu
En mai 2022, le sélectionneur de l'équipe de France Claude Barrabé le décrit : « Il apporte son expérience, sa sagesse, son calme et capable de faire de très beaux arrêts sur sa ligne ».

## Palmarès
- Championnat de France (3)
  - Champion : 2018, 2019 et 2022 (GMPBS).
  - Finaliste : 2012 (MHBS) et 2013 (MHBS)

- Champion régional en 2012 et 2013 (MHBS)
- Champion départemental en 2012 et 2013 (MHBS)